# Preferentie
Preferentie of voorkeur is een ordening van het geluk, de tevredenheid, de bevrediging, het genot of het nut die consumptie van deze goederen de consument leveren. Op basis van de preferentierelatie zijn er, in combinatie met de financiële mogelijkheden, in principe een of meer optimale keuzen en de theorie gaat er in principe van uit dat de consument inderdaad tot een van die optimale keuzen komt. Hoewel economen meestal niet geïnteresseerd zijn in keuzes of preferenties an sich, zijn zij bijzonder geïnteresseerd in de keuzetheorie omdat deze als achtergrond dient bij een empirische analyse van de vraag naar een goed.

## Voetnoten
1. ↑  Arrow, K. (1958): 'Utilities, attitudes, choices: a review note' in Econometrica, Volume 26, Issue 1, p. 1–23